# Prosopantrum peruanum
Prosopantrum peruanum är en tvåvingeart som först beskrevs av Leander Czerny 1929.  Prosopantrum peruanum ingår i släktet Prosopantrum och familjen myllflugor.
Artens utbredningsområde är Peru. Inga underarter finns listade i Catalogue of Life.